# Sociedad Deportiva Teucro
Sociedad Deportiva Teucro  je rukometni klub iz Španjolske iz grada Pontevedre, iz pokrajine Galicije. Utemeljen je 4. svibnja 1945. godine.
Bio je španjolski prvoligaš. Godine 2009. je ispao iz španjolske 1. lige.

## Poznati bivši igrači
- David Davis
- Dalibor Doder
- José Javier Hombrados
- Viran Morros
- Draško Mrvaljević
- Dejan Perić
- Gedeón Guardiola

## Vanjske poveznice
- Službene stranice